# Nogueira de Ramuín
Nogueira de Ramuín är en kommun i Spanien. Den ligger i provinsen Ourense i den autonoma regionen Galicien i nordvästra delen av landet, 400 km nordväst om huvudstaden Madrid. Antalet invånare är 2 048 (2024). Arean är 98,31 kvadratkilometer.